# Jagodno (województwo wielkopolskie)
Jagodno – wieś w Polsce położona w województwie wielkopolskim, w powiecie poznańskim, w gminie Kostrzyn. Poniżej miejscowości przepływa Cybina.
W 1218 miejscowość była zobowiązana płacić dziesięcinę szpitalowi św. Jana Jerozolimskiego pod Poznaniem. Pod koniec XIX wieku Jagodno wchodziło w skład powiatu średzkiego i podlegało parafii w Kostrzynie. Liczyło wówczas 15 dymów i 133 mieszkańców.
W latach 1975–1998 miejscowość administracyjnie należała do województwa poznańskiego. W 2011 liczyła 68 mieszkańców.
Wieś leży przy drodze z Kostrzyna do Pobiedzisk.